# Жарри (Изер)
Жарри (фр. Jarrie) — коммуна во Франции, находится в регионе Рона — Альпы. Департамент коммуны — Изер. Входит в состав кантона Пон-де-Кле. Округ коммуны — Гренобль.
Код INSEE коммуны — 38200. Население коммуны на 2012 год составляло 3823 человека. Населённый пункт находится на высоте от 259 до 733 метров над уровнем моря. Муниципалитет расположен на расстоянии около 490 км юго-восточнее Парижа, 105 км юго-восточнее Лиона, 9 км южнее Гренобля. Мэр коммуны — Raphaël Guerrero, мандат действует на протяжении 2014—2020 гг.
Динамика населения (INSEE):

## Города-побратимы
- Макаэль, Испания (1989)